# Dōmu Narita
Dōmu Narita (jap. 成田童夢, Narita Dōmu; * 22. September 1985 in Osaka) ist ein ehemaliger japanischer Snowboarder. Er startete in der Halfpipe.

## Werdegang
Narita nahm im Februar 2001 in Sapporo erstmals am Snowboard-Weltcup teil, wobei er den 27. Platz errang. In der Saison 2001/02 wurde er japanischer Meister und erreichte mit Platz fünf in Sapporo seine erste Top-Zehn-Platzierung im Weltcup. Nachdem Plätzen 23 und 12 zu Beginn der Saison 2002/03, holte er in Whistler seinen ersten Weltcupsieg. Es folgten drei Top-Zehn-Platzierungen, darunter Platz drei in Sapporo und errang damit den dritten Platz im Halfpipe-Weltcup. Beim Saisonhöhepunkt, den Snowboard-Weltmeisterschaften 2003 am Kreischberg, belegte er den 11. Platz. Zudem wurde er bei den Winter-Asienspielen 2003 in der Präfektur Aomori Vierter. In der Saison 2003/04 kam er im Weltcup viermal unter den ersten Zehn, darunter Platz drei im Stoneham und erreichte damit den vierten Platz im Halfpipe-Weltcup. Im folgenden Jahr wurde er bei den Snowboard-Weltmeisterschaften 2005 in Whistler Zehnter und beim Weltcup in Bardonecchia Dritter. In der Saison 2005/06 errang er bei fünf Weltcupteilnahmen vier Top-Zehn-Platzierungen und belegte damit den sechsten Platz im Halfpipe-Weltcup. Dabei holte er in Whistler seinen zweiten Weltcupsieg und absolvierte in Furano seinen 26. und damit letzten Weltcup, welchen er auf dem neunten Platz beendete. Bei seiner einzigen Teilnahme an Olympischen Winterspielen im Februar 2006 in Turin kam er auf den 35. Platz.

## Erfolge

### Olympische Spiele
- 2006 Turin: 35. Platz Halfpipe

### Weltmeisterschaften
- 2003 Kreischberg: 11. Platz Halfpipe
- 2005 Whistler: 10. Platz Halfpipe

### Weltcupsiege
| Nr. | Datum             | Ort      | Disziplin |
| --- | ----------------- | -------- | --------- |
| 1.  | 19. Dezember 2002 | Whistler | Halfpipe  |
| 2.  | 11. Dezember 2005 | Whistler | Halfpipe  |

### Weltcupwertungen
| Saison  | Gesamt | Gesamt | Halfpipe | Halfpipe |
| Saison  | Punkte | Platz  | Punkte   | Platz    |
| ------- | ------ | ------ | -------- | -------- |
| 2000/01 | -      | -      | 145      | 76.      |
| 2001/02 | -      | -      | 450      | 51.      |
| 2002/03 | -      | -      | 2560     | 3.       |
| 2003/04 | -      | -      | 2520     | 4.       |
| 2004/05 | -      | -      | 1120     | 21.      |
| 2005/06 | 2150   | 34.    | 2150     | 6.       |